# Montfort-sur-Boulzane
Montfort-sur-Boulzane is een gemeente in het Franse departement Aude (regio Occitanie) en telt 101 inwoners (2009). De plaats maakt deel uit van het kanton Axat en arrondissement Limoux.

## Geografie
De oppervlakte van Montfort-sur-Boulzane bedraagt 41,0 km², de bevolkingsdichtheid is dus 2,5 inwoners per km².
Monfort sur Boulzane ligt aan het einde van de Vallée de la Boulzane, aan de voet van het bos van Salvanère. De Boulzane stroomt dwars door het dorp en heeft talrijke watervallen. Het hoogste punt van het dorp wordt gevormd door de Pic du Dormidou op 1845 m hoogte.
In het dorp bevindt zich ook de bron van de Canelle, waarvan aan het water geneeskrachtige werking wordt toegeschreven. De dichter André Chénier, wiens vader afkomstig was uit het dorp, wijdde enkele verzen aan deze bron.

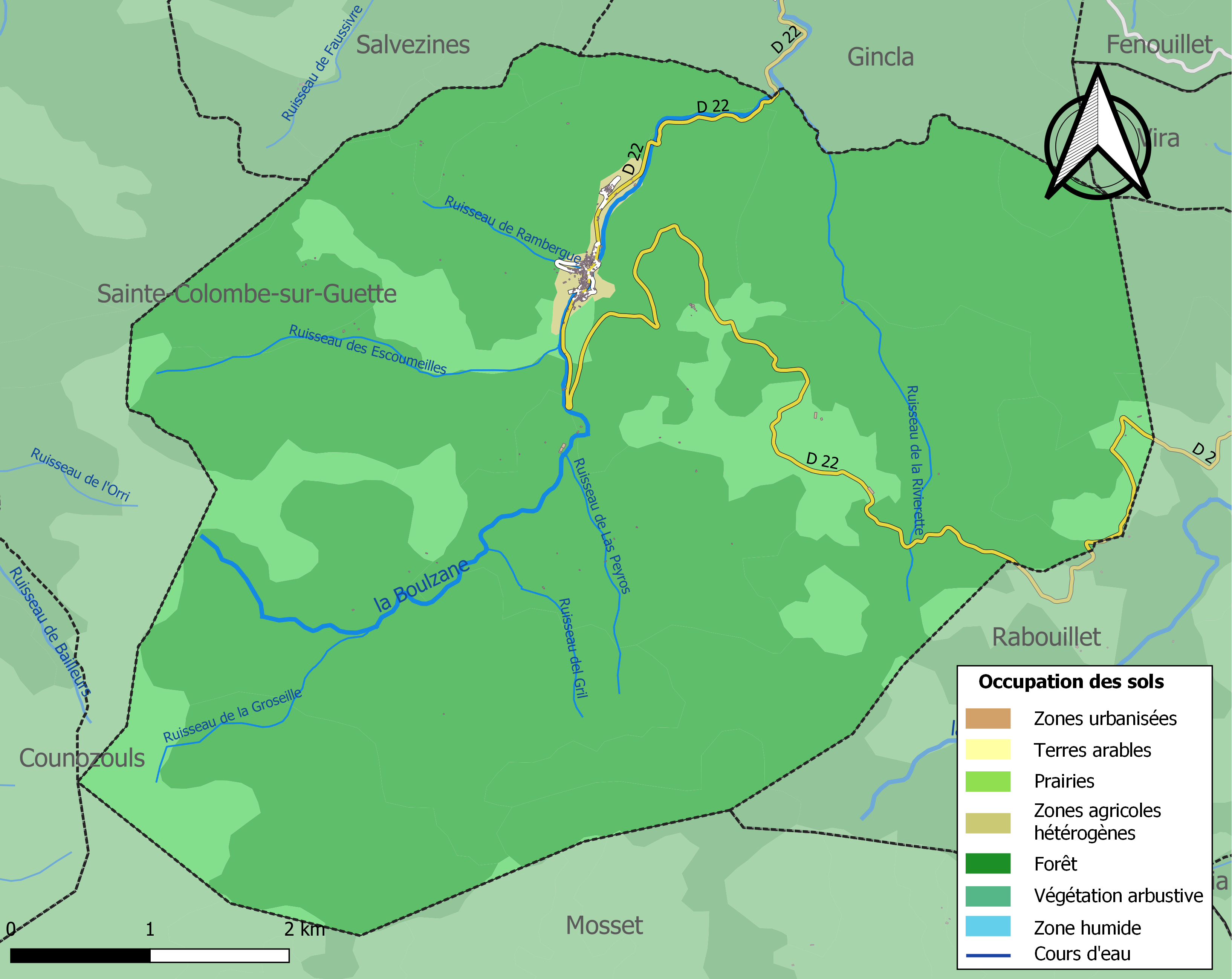
Kaart van de gemeente met de belangrijkste infrastructuur, bodemgebruik en omliggende gemeenten

## Demografie
Onderstaande figuur toont het verloop van het inwonertal (bron: INSEE-tellingen).

Vanwege een beveiligingsprobleem met de MediaWiki Graph-software is het momenteel niet mogelijk deze grafiek weer te geven. Zodra de software is bijgewerkt zal de grafiek vanzelf weer zichtbaar worden.